# Bubergsån
Bubergsån är ett vattendrag i mellersta Västerbotten, Vindelns kommun. Bubergsån har en längd om cirka 15 km, mynnar i Ånässjön och är källflöde till Rödån.